# Tápai Szabina
Tápai Szabina (Kiskunhalas, 1986. január 30. –) EHF kupa-győztes magyar kézilabdázó.
Szülővárosában kezdett el kézilabdázni, 2002-től a Cornexi-Alcoa (az utolsó évben Fehérép-Alcoa) játékosa volt hat idényen keresztül. Csapatával 2005-ben EHF-kupát nyert.

## Pályafutása
- 2001-2002: Kiskunhalas 21 mérkőzés / 82 gól
- 2002-2003: Cornexi-Alcoa 20 mérkőzés / 5 gól
- 2003-2004: Cornexi-Alcoa 16 mérkőzés / 58 gól
- 2004-2005: Cornexi-Alcoa 20 mérkőzés / 94 gól
- 2005-2006: Cornexi-Alcoa 13 mérkőzés / 77 gól
- 2006-2007: Cornexi-Alcoa 17 mérkőzés / 70 gól
- 2007-2008: Fehérép-Alcoa 19 mérkőzés / 73 gól
- 2008-2009: Randers HK 5 mérkőzés / 4 gól
- 2009-2010: Arvor 29 Bays de Brest 12 mérkőzés / 43 gól
- 2010-2011: SYMA Váci NKSE
- 2011-2012: Váci NKSE
- 2014-2015: Vasas SC
- 2015-2016: Fehérvár KC

## Eredményei[1]
- EHF-kupa győztes (2005)
- Bajnoki 4. hely (2003, 2005, 2007, 2008)
- Magyar Kupa ezüst (2006)
- NB 1/B keleti csoport 3. hely (2002)
- NB 1/B keleti csoport 3. hely (2015)
- NB 1/B keleti csoport 3. hely (2018)

### A magyar válogatottban
- 2003: Ifjúsági Eb - bronz
- 2005: Junior vb - 4. hely
- 2006: Főiskolás vb - ezüst

### Egyéb sikerei
- 2003-ban Ifjúsági Eb All Star csapat tagja
- 2004-ben az év junior játékos
- 2005-ben Miss Kézilabda 2005
- 2006-ban a Bombázók - Női ügyességi verseny győztese[2]
- 2007-ben a Kelet-Nyugat mérkőzés legjobb játékosa

## Magánélete
Testvére, Tápai Andrea szintén kézilabdázó.
Férje Kucsera Gábor, világbajnok kajakos. 2013. október 24-én megszületett Bence nevű gyermekük. 2018 novemberében látott napvilágot kislányuk, Milla. 2021 nyarán pedig megszületett harmadik gyermekük, egy kislány, aki a Bella nevet kapta. 2023-ban bejelentették, hogy elválnak. Ám házasságuk megmenekült, meg tudták beszélni dolgaikat, olyannyira, hogy 2024 novemberében Szabina vendégfellépő volt a Dancing with the Stars című műsorban férjével és Stana Alexandrával.

## Egyéb
2016-tól 2017-ig férjével, Kucsera Gáborral szerepeltek az Édes élet című reality-sorozatban.
2018-ban szerepelt A nagy duettben, partnere pedig Takács Nikolas volt.